# Oecetis pancharatra
Oecetis pancharatra är en nattsländeart som beskrevs av Schmid 1995. Oecetis pancharatra ingår i släktet Oecetis och familjen långhornssländor. Inga underarter finns listade i Catalogue of Life.